# Међународна хокејашка федерација
Међународна хокејашка федерација (енгл. International Ice Hockey Federation - IIHF) је организација која представља хокеј на леду и инлајн хокеј. Основана је 1908. године. Седиште је у Цириху и има 70 чланица. Председник организације је Рене Фазел.
IIHF одржава светску ранг листу на основу међународних турнира у хокеју на леду. Правила игре за IIHF догађаје се разликују од хокеја у Северној Америци и правила Националне хокејашке лиге САД (NHL). На одлуке IIHF-а може се уложити жалба преко Суда за спортску арбитражу у Лозани, Швајцарска. IIHF има свој хол славних за међународни хокеј на леду. IIHF хол славних је основан 1997. године, а од 1998. се налази у оквиру Хокејашког хола славних.
Раније је IIHF такође управљао развојем инлајн хокеја, међутим у јуну 2019. IIHF је објавио да више неће управљати инлајн хокејем, нити организовати светско првенство у инлајн хокеју.

## Председници
| Име                 | Године     |
| ------------------- | ---------- |
| Луи Магнус          | 1908—12    |
| Хенри ван ден Булке | 1912—14    |
| Питер Патон         | 1914       |
| Луи Магнус          | 1914       |
| Хенри ван ден Булке | 1914—20    |
| Макс Силиг          | 1920—22    |
| Пол Луак            | 1922—47    |
| Фриц Кратц          | 1947—48    |
| Џордџ Харди         | 1948—51    |
| Фриц Кратц          | 1951—54    |
| Волтер А. Браун     | 1954—57    |
| Џон Френсис Ахерн   | 1957—60    |
| Робер Лебел         | 1960—63    |
| Џон Френсис Ахерн   | 1963—66    |
| Вилијам Тајер Тат   | 1966—69    |
| Џон Френсис Ахерн   | 1969—75    |
| Гјунтер Сабетцки    | 1975—94    |
| Рене Фазел          | 1994—данас |

## Чланови
Федерација има 51. пуноправна члана. Пуноправни чланови имају национално тело посвећен спорту, а годишње учествују у међународним такмичењима. Само пуноправни чланови имају право гласа.
Поред тога, постоје и 16 придружених чланова и 3 афилационе чланице.
Придружени чланови или немају национално тело посвећен спорту, или не редовно учествују у међународним такмичењима. Афилационе чланице учествују само у инлајн првенства.

### Чланство асоцијације
- Аустралија
- Аустрија
- Азербејџан
- Белорусија
- Белгија
- Босна и Херцеговина
- Бугарска
- Канада
- Кина
- Кинески Тајпеј
- Хрватска
- Чешка
- Данска
- Северна Кореја
- Естонија
- Финска
- Француска
- Немачка
- Уједињено Краљевство
- Хонгконг
- Мађарска
- Исланд
- Индија
- Ирска
- Израел
- Италија
- Јапан
- Казахстан
- Јужна Кореја
- Летонија
- Литванија
- Луксембург
- Мексико
- Монако
- Холандија
- Нови Зеланд
- Норвешка
- Пољска
- Румунија
- Русија
- Србија
- Словачка
- Словенија
- Јужна Африка
- Шпанија
- Шведска
- Швајцарска
- Тајланд
- Турска
- Украјина
- САД

### Придружени чланови
- Андора
- Јерменија
- Бразил
- Грузија
- Грчка
- Кувајт
- Кирибати
- Лихтенштајн
- Макао
- Република Македонија
- Мали
- Молдавија
- Мароко
- Португалија
- Сингапур
- УАЕ

### Афилациони чланови
- Аргентина
- Чиле
- Намибија

### Регистровани играчи
Ова табела је базирана на подацима о броју регистрованих хокејаша на леду, укључујући мушкарце, жене и јуниоре, које су пружиле федерације дотичних земаља. Обухваћено је 67 од 76 земаља чланица федерације са више од 100 регистрованих играча према подацима из априла 2019. године.
| Земља                     | Регистровани играчи | % популације |
| ------------------------- | ------------------- | ------------ |
| Канада                    | 637.000             | 1,709%       |
| САД                       | 562.145             | 0,171%       |
| Чешка                     | 120.920             | 1,137%       |
| Русија                    | 110.624             | 0,077%       |
| Финска                    | 73.374              | 1,319%       |
| Шведска                   | 62.701              | 0,624%       |
| Швајцарска                | 27.528              | 0,320%       |
| Француска                 | 21.667              | 0,033%       |
| Немачка                   | 20.938              | 0,025%       |
| Јапан                     | 18.765              | 0,015%       |
| Словачка                  | 10.727              | 0,197%       |
| Норвешка                  | 9.572               | 0,177%       |
| Аустрија                  | 8.634               | 0,098%       |
| Велика Британија          | 8.162               | 0,012%       |
| Летонија                  | 7.000               | 0,366%       |
| Казахстан                 | 6.478               | 0,035%       |
| Украјина                  | 5.895               | 0,013%       |
| Мађарска                  | 5.889               | 0,061%       |
| Белорусија                | 5.370               | 0,057%       |
| Италија                   | 5.358               | 0,009%       |
| Данска                    | 4.905               | 0,085%       |
| Аустралија                | 4.465               | 0,018%       |
| Холандија                 | 4.232               | 0,025%       |
| Пољска                    | 3.600               | 0,009%       |
| Јужна Кореја              | 3.052               | 0,006%       |
| Кина                      | 2.764               | 0,000%       |
| Литванија                 | 2.466               | 0,086%       |
| Белгија                   | 2.421               | 0,021%       |
| Северна Кореја            | 2.300               | 0,009%       |
| Чиле                      | 2.000               | 0,011%       |
| Израел                    | 1.838               | 0,021%       |
| Румунија                  | 1.562               | 0,008%       |
| Мексико                   | 1.552               | 0,001%       |
| Хонгконг                  | 1.524               | 0,020%       |
| Нови Зеланд               | 1.330               | 0,028%       |
| Индија                    | 1.293               | 0,000%       |
| Турска                    | 1.196               | 0,001%       |
| Словенија                 | 1.114               | 0,054%       |
| Шпанија                   | 1.080               | 0,002%       |
| Аргентина                 | 1.060               | 0,002%       |
| Естонија                  | 1.043               | 0,080%       |
| Кинески Тајпеј            | 1.015               | 0,004%       |
| Бугарска                  | 929                 | 0,013%       |
| Киргистан                 | 915                 | 0,015%       |
| Јужна Африка              | 766                 | 0,001%       |
| Монголија                 | 730                 | 0,023%       |
| Грузија                   | 649                 | 0,017%       |
| Србија                    | 646                 | 0,007%       |
| Хрватска                  | 600                 | 0,014%       |
| Исланд                    | 566                 | 0,166%       |
| Уједињени Арапски Емирати | 563                 | 0,006%       |
| Сингапур                  | 533                 | 0,009%       |
| Кувајт                    | 530                 | 0,012%       |
| Луксембург                | 432                 | 0,072%       |
| Малезија                  | 367                 | 0,001%       |
| Тајланд                   | 359                 | 0,001%       |
| Туркменистан              | 354                 | 0,006%       |
| Бразил                    | 330                 | 0,000%       |
| Ирска                     | 326                 | 0,007%       |
| Јерменија                 | 289                 | 0,010%       |
| Мароко                    | 225                 | 0,001%       |
| Грчка                     | 200                 | 0,002%       |
| Босна и Херцеговина       | 187                 | 0,005%       |
| Индонезија                | 141                 | 0,000%       |
| Филипини                  | 131                 | 0,000%       |
| Северна Македонија        | 119                 | 0,006%       |
| Катар                     | 106                 | 0,004%       |